# Pesto (tučňák)
Pesto (* 30. ledna 2024) je mládě tučňáka patagonského žijící v Sea Life Melbourne Aquarium. V září 2024 si získal pozornost svou mimořádnou velikostí, které jako mládě dosáhl.

## Život
Pesto se vylíhl 30. ledna 2024 v akváriu Sea Life Melbourne Aquarium a při narození vážil 200 gramů. Jeho biologickým otcem je Blake, další tučňák patagonský žijící v akváriu. Chovatelé se však rozhodli, že Pesta budou jako náhradní rodiče vychovávat dva mladší tučňáci, Tango a Hudson. Pesto byl prvním mládětem tučňáka patagonského, které se v akváriu vylíhlo od roku 2022. Pesto byl v akváriu poprvé ukázán veřejnosti v dubnu 2024.
V době odhalení jeho pohlaví v září 2024, které bylo vysíláno na sociálních sítích, vážil 21 kg, přičemž se jednalo o největší mládě tučňáka patagonského, které kdy v akváriu žilo. V témže měsíci už jedl asi 25 ryb denně a 24 kilogramů ryb týdně, což je pro dospívající tučňáky zdravé množství. K 23. září 2024 měl Pesto podle údajů měřit 90 centimetrů a vážit 22,5 kilogramu; dospělí tučňáci patagonští obvykle váží od 9,5 kilogramu do 18 kilogramů. Přestože se jedná o mládě, váží více než jeho rodiče Hudson a Tango dohromady. Očekává se však, že po opuštění hnízda zhubne. Podle chovatelů by měl v dospělosti vážit kolem 15 kilogramů. Akvárium Sea Life Melbourne jeho velkou velikost částečně přičítá genetice, protože jeho biologický otec Blake je největším tučňákem v akváriu, a částečně také péči pěstounů.

## Internetový mem
Pesto se pro své tělesné rozměry stal internetovým memem, především na sociální síti TikTok. Například americká zpěvačka Katy Perry uvedla, že chce při návštěvě Melbourne v rámci svého turné „políbit Pesta“. 27. září 2024 se s ním setkala, polibek jí však byl z důvodu ochrany zdraví živočicha zakázán.